# Protestantse Kerk (Vrouwenpolder)

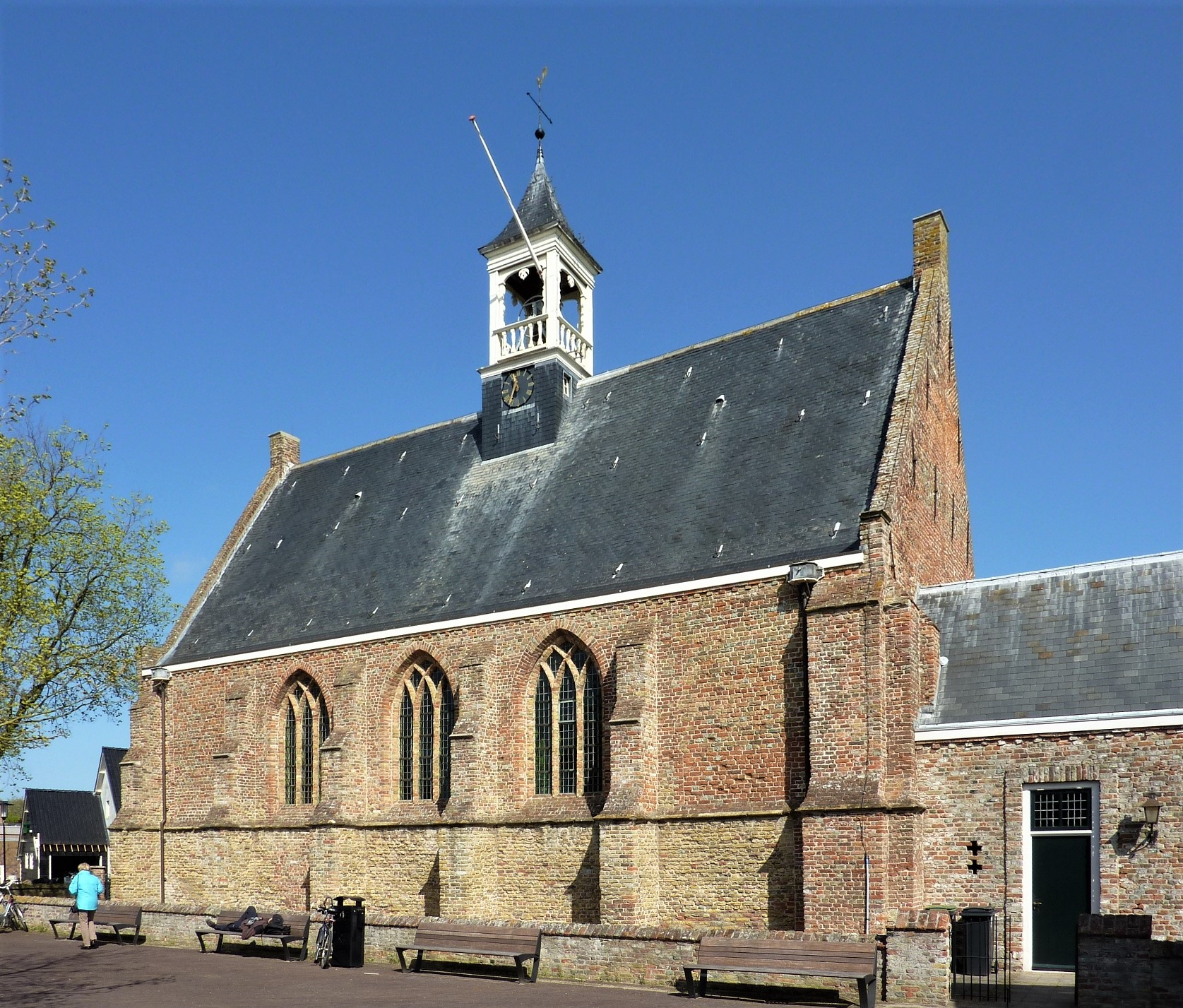
Die Protestantse Kerk in Vrouwenpolder von Südosten

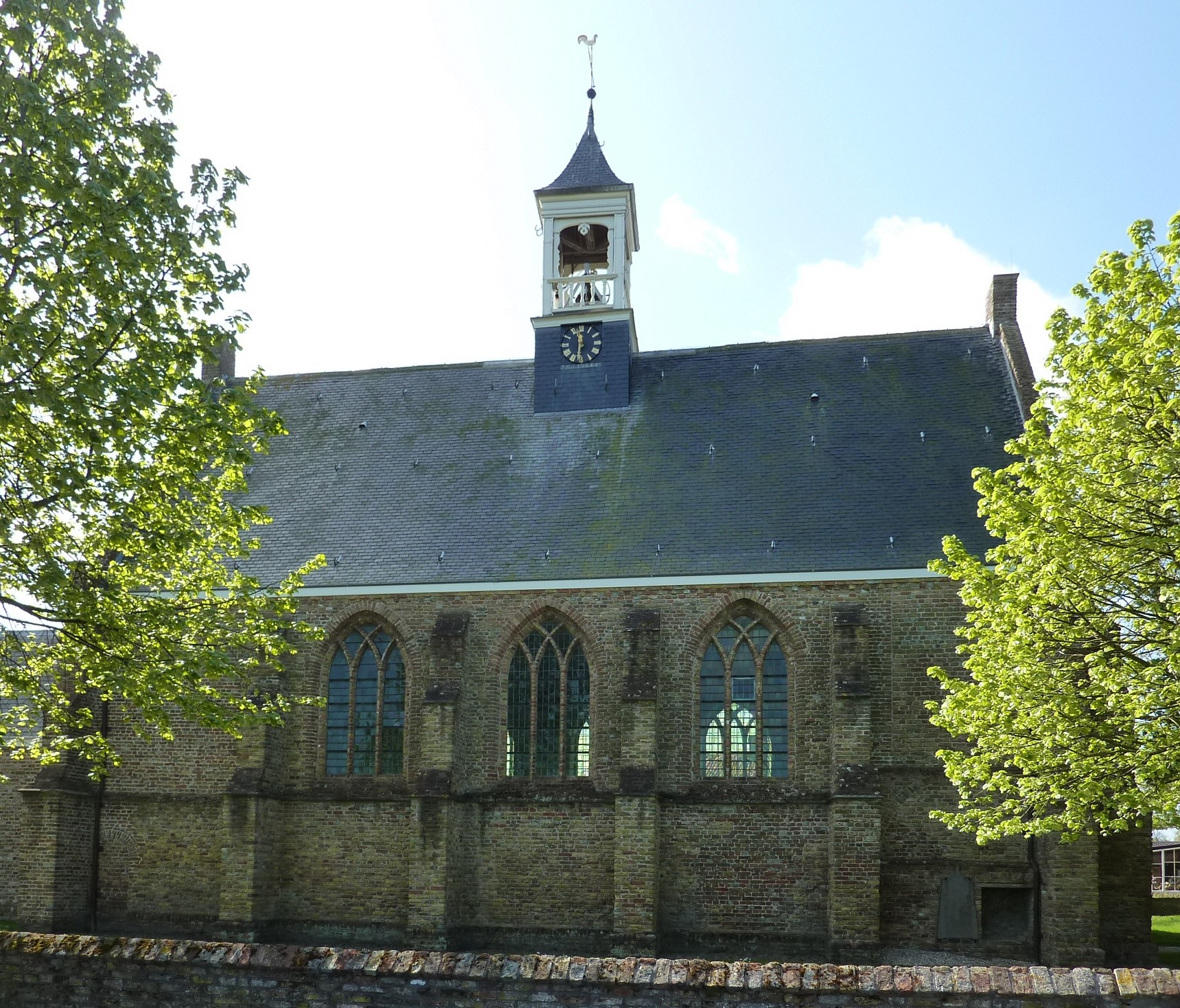
Die Protestantse Kerk von Norden

Die im Kern spätgotische Protestantse Kerk (auch Pelgrimskerk genannt, deutsch Pilgerkirche) ist ein Kirchengebäude der Protestantischen Kirche in den Niederlanden in Vrouwenpolder (Gemeinde Veere) in der Provinz Zeeland. Das Kirchengebäude ist seit 1967 als Rijksmonument eingestuft.

## Geschichte
1314 wird erstmals eine Kapelle in Vrouwenpolder erwähnt, diese wurde 1324 Pfarrkirche, als der Ort von Oostkapelle abgepfarrt wurde. Bis zur Reformation trug sie das Patrozinium der Heiligen Maria als Kirche Unserer Lieben Frau (niederländisch: Onze Lieve Vrouw), hieraus resultiert auch die Ortsbezeichnung Vrouwenpolders als Frau von den Poldern. Nach 1416 entwickelte sich der Sakralbau durch den Besitz eines der Legende nach wundertätigen Marienbildes zur Pilgerkirche und als Wallfahrtsziel. 1494 wurde die Kirche durch eine Sturmflut schwer beschädigt, in deren Zuge auch das Marienbildnis zerstört wurde. Um 1500 erfolgte die Errichtung einer neuen spätgotischen Kirche und die Schaffung eines neuen Marienbildnisses, das der Marienverehrung am Vorabend der Reformation vorübergehend wieder Kraft verlieh. Das Bild ging im Zuge des reformatorischen Bildersturms verloren. 1926 tauchte es in Brügge wieder auf und befindet sich seit 1931 in der Marienkapelle der römisch-katholischen Sint Petrus en Pauluskerk zu Middelburg.
Nachdem die Kirche 1572 im Zuge des Achtzigjährigen Krieges durch spanische Truppen schwer in Mitleidenschaft gezogen wurde, kamen die Gläubigen in einer hölzernen Behelfskirche zusammen, die 1591 einem Sturm zum Opfer fiel. Behelfsmäßig fanden danach Gottesdienste in einer Scheune statt, bis die wiederhergestellte alte Kirche 1624 als protestantische Predigtkirche in Gebrauch genommen wurde. Sie war im Zuge der Baumaßnahmen unter teilweiser Verwendung des alten Mauerwerks verkleinert als Saalkirche mit Dachreiter hergerichtet worden.

## Ausstattung
Die Orgel wurde zu Beginn des 20. Jahrhunderts durch die Orgelbaufirma P. van Dam für eine katholische Kirche in Friesland gebaut. 1938 wurde sie durch die Orgelbaufirma Valckx & Van Kouteren in der Protestantischen Kirche von Vrouwenpolder aufgestellt. Das Schleifladen-Instrument hat acht Manualregister (C–f3: Prestant 8′, Holpijp 8′, Gamba 8′, Octaaf 4′, Fluit 4′, Octaaf 2′, Mixtuur IV, Dulciaan 8′). Das Pedal verfügt erst seit 2005 über ein eigenes Pedalregister (C–d1: Subbas 16′). Die Spiel- und Registertrakturen sind mechanisch. Das Manualwerk ist an das Pedal koppelbar.